# Pilgrimage (Om)
Pilgrimage è il terzo album del gruppo doom metal statunitense Om.

## Tracce
1. Pilgrimage – 10:33
2. Unitive Knowledge of the Godhead – 5:50
3. Bhima's Theme – 11:40
4. Pilgrimage (Reprise) – 4:15

## Formazione
- Al Cisneros - voce, basso
- Chris Hakius - batteria, percussioni